# Лееманс, Виктор
Виктор Лееманс (нидерл. Victor Leemans; 21 июля 1901, Стекене — 3 марта 1971, Лёвен) — бельгийский (фламандский) социолог, политик и видный идеолог радикального фламандского движения в 1930-х годах. Он был членом боевой организации Verdinaso, и, по мнению некоторых, как основной показатель фламандского исторического явления, известного как «консервативная революция».
Лееманс родился в Стекене. Получил докторскую степень в Школе перспективных социальных исследований в Париже, а также читал лекции в Лёвенском католическом университете. В 1936 году он был назначен президентом Arbeidsorde, фламандского фашистского профсоюза тесно связанного с Фламандским национальным союзом (VNV) и Рексистской партией.
Во время немецкой оккупации он работал Генеральным секретарём по экономическим вопросам, и, вследствие этого, после войны против него было возбуждено уголовное дело.
Он был оправдан в 1947 году, и занимался политической деятельностью в христианско-демократической Социально-христианской партии (PSC-CVP). Он был назначен сенатором провинциального города Антверпен в 1949 году и работал в качестве Председателя Европейского парламента с 1965 по 1966 год. Умер в Лёвене в 1971 году.